# ケロタン
ケロタンはコナミトイ&ホビー事業部のブランド「von Traumer」（トロイマー）のキャラクター。1997年生まれのオスのカエル。兄弟キャラにガーコというアヒルのキャラクターが存在する。

## 概要
- 1997年に『踊る大捜査線』のカエル急便や『ケロロ軍曹』に先駆けて登場。
- 2004年-2005年に発売された『METAL GEAR SOLID 3 SNAKE EATER』と『METAL GEAR SOLID 3 SUBSISTENCE』には隠れキャラとして登場。すべて銃で撃つと、2周目以降ステルス迷彩が使えるようになる。3DSのリメイク版である『METAL GEAR SOLID SNAKE EATER 3D』には未登場。代わりにマリオシリーズのヨッシーが登場する。
- 2007年に発売された『METAL GEAR SOLID PORTABLE OPS』にはオンラインのみに登場するキャラとして登場。キャプチャー・ミッション、チームキャプチャーミッションのフラッグに相当するキャラとして奪い合う。
- 2007年3月には蛙男商会とコラボして、劇場版『秘密結社鷹の爪 THE MOVIE 〜総統は二度死ぬ〜』の同時上映の『古墳GALのコフィー 〜桶狭間の戦い〜』に倉庫のポスターとしてガーコと一緒に映画出演デビュー。
- 2008年に発売された『メタルギアオンライン』にレースミッション、デスマッチに登場した。